# Vlottende activa
Vlottende activa (current assets) zijn die bezittingen van een persoon, bedrijf of organisatie die maar gedurende één productieproces kunnen worden gebruikt. Vlottende activa staan tegenover vaste activa, waaronder bijvoorbeeld de inventaris en het bedrijfsgebouw vallen.
Voorbeelden van vlottende activa: 
- voorraden (grondstoffen en/of gereed product)
- debiteuren
- liquide middelen (bank en kas)

(Indien men liquide middelen tot de  vlottende activa rekent, moet men eigenlijk spreken van vlottende middelen, en niet van vlottende activa)
De waardering van de vlottende activa op de balans is tegen de productiekosten of tegen de aankoopkosten (liquide middelen en kasgelden hoeven natuurlijk niet omgezet te worden).
Een andere term die voor vlottende activa wel gebezigd wordt, is vlottend kapitaal.